# Stop-before-you-drop
Een stop-before-you-drop is een deel van een achtbaan waar men op hoogte stil hangt en na een paar seconden naar beneden raast.
Het is te vinden bij attracties zoals Baron 1898 (Efteling), Islands Of Adventure Dr. Doom (Universal Studio’s Florida) en Oblivion (Alton Towers). Het wordt ook wel vrije val genoemd in Nederland.